# Alexander Iwanowitsch Bobenko
Alexander Iwanowitsch Bobenko (russisch Александр Иванович Бобенко; * 1960)  ist ein russischer Mathematiker, der sich mit mathematischer Physik (integrable Systeme), (diskreter) Differentialgeometrie und Riemannschen Flächen befasst.

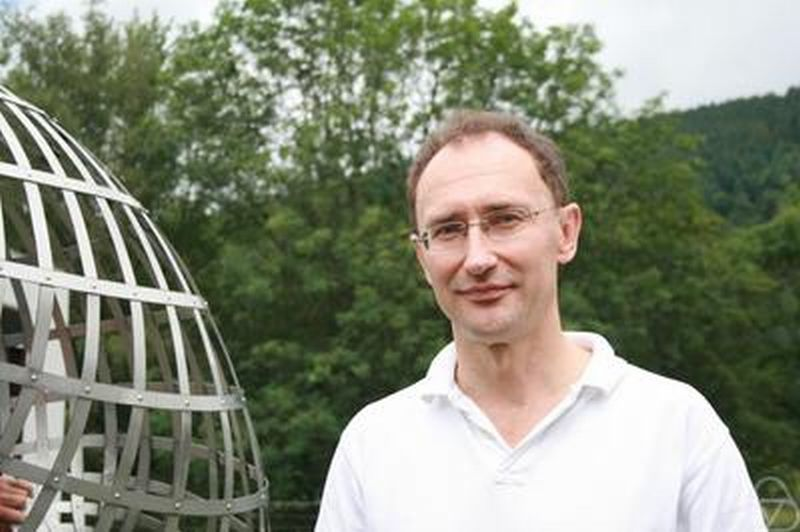
Alexander Bobenko, Oberwolfach 2012

## Werdegang
Bobenko wurde 1985 am Steklow-Institut in Leningrad bei Wladimir Borissowitsch Matwejew (Matveev) und Alexander Rudolfowitsch Its promoviert (Explizite Integration nichtlinearer Gleichungen mit der Methode der Inversen Streutransformation mit Spektralparametern auf elliptischen Kurven) Er ist seit Mitte der 1990er Jahre Professor an der TU Berlin. Er ist im Gremium des Exzellenzclusters MATH+.
Im Jahr 2020 war er Teil der Dokumentation Math Circles Around the World, die unter Regie von Ekaterina Eremenko gedreht wurde.

## Schriften
- mit Christian Klein (Herausgeber) Computational Approach to Riemann Surfaces, Lecture Notes in Mathematics, Band 2013, Springer Verlag 2011 (darin von Bobenko: Introduction to compact Riemann surfaces, mit Ch. Mercat, M. Schmies Conformal Structures and Period Matrices of Polyhedral Surfaces)
- mit Yuri B. Suris Discrete Differential Geometry: Integrable Structure, American Mathematical Society 2008
- Herausgeber mit P. Schröder, J.M. Sullivan, Günter M. Ziegler Discrete Differential Geometry, Oberwolfach Seminars, Birkhäuser 2008 (darin von Bobenko Surfaces from circles, mit W. K. Schief, T. Hoffmann On the integrability of infinitesimal and finite deformations of polyhedral surfaces)
- mit U. Eitner Painlevé Equations in the Differential Geometry of Surfaces, Lecture Notes in Mathematics, 1753, Springer Verlag 2000
- mit R. Seiler (Herausgeber) Discrete integrable geometry and physics, Clarendon Press, Oxford 1999 (darin von Bobenko mit Ulrich Pinkall Discretization of surfaces and integrable systems, mit W. K. Schief Discrete indefinite affine spheres)
- mit E.D. Belokolos, V.Z. Enolski, A.R. Its, V.B. Matveev Algebro-geometric Approach in the Theory of Integrable Equations, Springer Series in Nonlinear Dynamics, Springer Verlag 1994
- mit Vsevolod Adler, Yuri Suris: Discrete nonlinear hyperbolic equations: classification of integrable cases. Funktsional. Anal. i Prilozhen. 43 (2009), no. 1, 3--21; engl.: Funct. Anal. Appl. 43 (2009), no. 1, 3–17
- mit Tim Hoffmann, Boris Springborn: Minimal surfaces from circle patterns: geometry from combinatorics. Ann. of Math. (2) 164 (2006), no. 1, 231–264.
- mit Vsevolod Adler, Yuri Suris: Classification of integrable equations on quad-graphs. The consistency approach. Comm. Math. Phys. 233 (2003), no. 3, 513–543.
- mit Yuri Suris: Integrable systems on quad-graphs. Int. Math. Res. Not. 2002, no. 11, 573–611.
- mit Ulrich Pinkall: Discrete isothermic surfaces. J. Reine Angew. Math. 475 (1996), 187–208.
- All constant mean curvature tori in {\displaystyle \mathbb {R} ^{3},S^{3},H^{3}} in terms of theta-functions. Math. Ann. 290 (1991), no. 2, 209–245.